# Milrode
Milrode ist eine Wüstung in einer Feldmulde östlich von Hettstedt. Es war eine unbedeutende Rodungssiedlung.

## Geschichte
- Nach der Schlacht am Welfesholz 1115 wurde Milrode zusammen mit den Ortschaften Lodderstedt, Nisselsdorf, Rote Welle, Wesenstedt und Disdorf geplündert und verbrannt.
- Im Jahr 1278 belehnt Graf Walter von Arnstein das Kloster Wiederstedt mit dem Dorf Mölrode zusammen mit drei Männern dort und mit Zubehör, außerdem mit zwei Höfen und drei Hufen in Wiederstedt und drei Männern in Polleben und Großörner.
- 1298 wird des Dorfs Mylrode Holz, das heutige Lange Holz, genannt.
- Am 22. Juli 1439 schlagen die Truppen der Wettiner und der Schwarzburger ein Feldlager in Mylrode auf.